# 富士吉田ユースホステル
富士吉田ユースホステル（ふじよしだユースホステル）は日本ユースホステル協会に加盟している山梨県のユースホステル。

## アクセス
- 中央本線大月駅 バス富士山麓電気鉄道45分下吉田駅下車 徒歩7分（正面の道を行く）
  - または富士吉田下車 徒歩18分